# Himegoto
Himegoto (ひめゴト?  lit. Secreto), también conocido como Secret Princess, es un manga japonés escrito e ilustrado por Norio Tsukudani. Fue originalmente serializado en Ichijinsha Waai! pero más tarde apareció en tres revistas adicionales publicadas por Ichijinsha: Waai! Mahalo, Comic Rex y Febri. Himegoto se publicó en serie en las cuatro revistas de noviembre de 2011 a junio de 2015 y se recopiló en seis revistas tankōbon.

Una adaptación de anime de 13 episodios, dirigida por Yūji Yanase y producida por Asahi Production, se emitió en Japón entre julio y septiembre de 2014. Los críticos señalaron un enfoque general en la humillación y la vergüenza, y lo analizaron por sus personajes y su confianza en un solo chiste a lo largo de la serie.

## Trama
Himegoto sigue a Hime Arikawa, un estudiante de segundo año de la Escuela Secundaria Shimoshina (霜科高校 Shimoshina Kōkō?). Obligado a asumir una gran cantidad de deudas de sus ahora ausentes padres, Hime es salvado por las tres chicas del consejo estudiantil de su escuela después de ser perseguido por los cobradores de deudas. A cambio de pagar su deuda, Hime acepta sus condiciones de convertirse en el "perro" del consejo estudiantil y pasar el resto de su vida en la escuela secundaria vestido de chica.

## Personajes
Hime Arikawa (有川 ひめ Arikawa Hime?)
 Seiyū: Yūki Kuwahara
El protagonista de la serie, Hime es un estudiante de segundo año de secundaria de aspecto extremadamente femenino que se preocupa por los cobradores de deudas porque sus padres han acumulado una gran cantidad de deudas en su nombre por viajar constantemente al extranjero. Cuando el consejo estudiantil paga a sus acreedores, está obligado a unirse a ellos como un servidor, y también debe ser travestido por el resto de su tiempo en el instituto. Aunque al principio sólo se viste de travestí porque no tiene otra opción, poco a poco empieza a mostrar signos de disfrutarlo, para deleite de su hermano y del consejo estudiantil.
Aruku 18-kin (歩く18禁 Aruku Jūhachi-kin?)
 Seiyū: Yuka Matenrō
18-kin es una estudiante y la vicepresidenta del consejo estudiantil Shimoshina de tercer año. Ella a menudo obliga a Hime en situaciones irrazonables. Su padre es el presidente de la junta de Shimoshina Secundaria.
Unko (運子?)
 Seiyū: Saki Ono
Unko es una estudiante de tercer año, y la presidenta del consejo estudiantil Shimoshina. Ella es una chica enérgica y es muy inteligente.
Albertina II (アルベルティーナ 2世 Aruberutīna Ni-sei?)
 Seiyū: Hisako Tōjō
Albertina II, o también Bell (ベル Beru?), es una estudiante y la secretaria del consejo estudiantil Shimoshina de tercer año. Ella es una popular artista de manga, y utiliza a Hime como base para el personaje principal de su manga Magical Boy Hime Kiss. Puede ser muy aterradora cuando esta nerviosa.

## Contenido de la obra

### Manga
Himegoto está escrito e ilustrado por Norio Tsukudani. Comenzó la serialización en el volumen siete en la revista  Waai! de Ichijinsha el 25 de noviembre de 2011 como un manga de historietas de cuatro paneles, y continuó hasta el 25 de febrero de 2014 cuando la publicación Waai! fue suspendida. Una serie derivada titulada Himegoto+ fue serializada en la revista hermana de Waai! Waai! Mahalo entre el 25 de abril de 2012 y el 25 de diciembre de 2013. Otra versión de Himegoto fue serializada entre la edición de diciembre de 2013 de la revista Comic Rex de Ichijinsha vendida el 27 de octubre de 2013 y la edición de agosto de 2015 vendida el 27 de junio de 2015. Tsukudani serializó otra versión de Himegoto en la revista Febri de Ichijinsha entre el volumen 23 vendido el 20 de junio de 2014 y el volumen 29 vendido el 17 de junio de 2015. Ichijinsha publicó seis volúmenes tankōbon entre el 19 de febrero de 2013 y el 27 de julio de 2015. Se incluyó una edición especial del volumen cuatro con un CD drama. Ichijinsha publicó una antología titulada Himegoto Comic Anthology (ひ め ゴ ト コ ミ ッ ク ア ン ソ ロ ジ ー) el 3 de septiembre de 2014.

### Anime
Una adaptación de serie de televisión de anime de 13 episodios, dirigida por Yūji Yanase y producida por Asahi Production, fue emitida en Japón entre el 7 de julio y el 29 de septiembre de 2014 en BS11. Cada episodio dura aproximadamente cinco minutos. El guion está escrito por Kazuho Hyodō, y Masaaki Sakurai basó el diseño del personaje utilizado en el anime en los diseños originales de Norio Tsukudani. El tema de apertura es "Troublemaker" (と ら ぶ る め ー か ー Toraburumēkā) y el tema final es "Makeup!" (め ー き ゃ っ ぷ! Mēkyappu!); ambos son cantados por I My Me Mine, un grupo compuesto por Yūki Kuwahara, Yuka Matenrō, Saki Ono e Hisako Tōjō. El sencillo que contiene las canciones del tema fue lanzado el 5 de marzo de 2014. La serie fue lanzada en Blu-ray en Japón el 26 de noviembre de 2014.
Un programa de radio en Internet presentado por los miembros de I My Me Mine para promocionar el anime llamado Shimoshina Seitokai no Himegoto Radio (霜 科 生 徒 会 の ひ め ゴ ト ラ ジ オ Radio Himegoto del Consejo Estudiantil de Shimoshina) transmitió 24 episodios entre el 16 de abril y el 24 de septiembre de 2014. El programa se transmitió en línea todos los miércoles y fue producido por la estación de radio japonesa de Internet Onsen. Seis volúmenes de compilación de CD fueron lanzados entre el 1 de julio y el 18 de octubre de 2014.